# 로마 신전

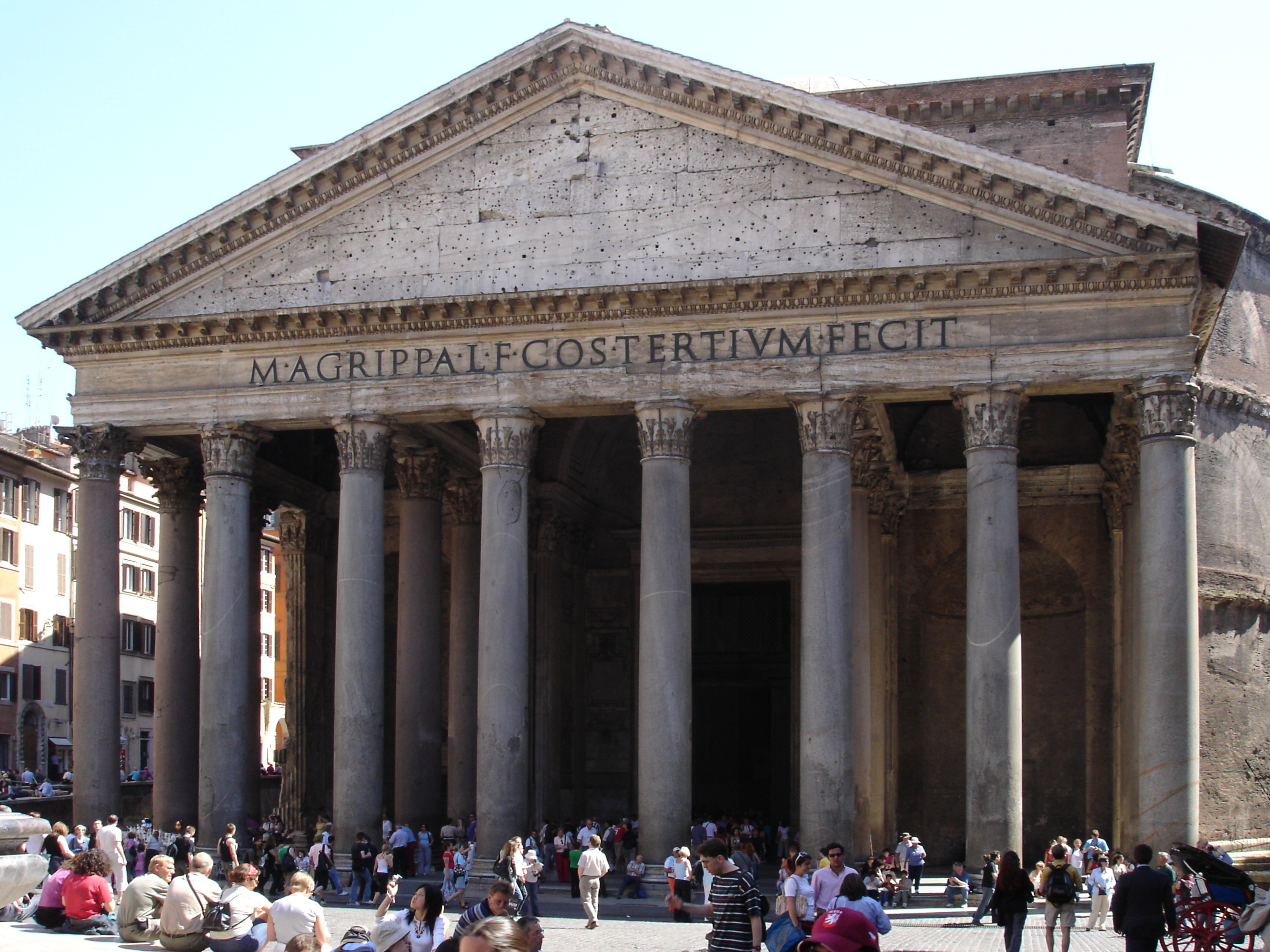
로마 판테온

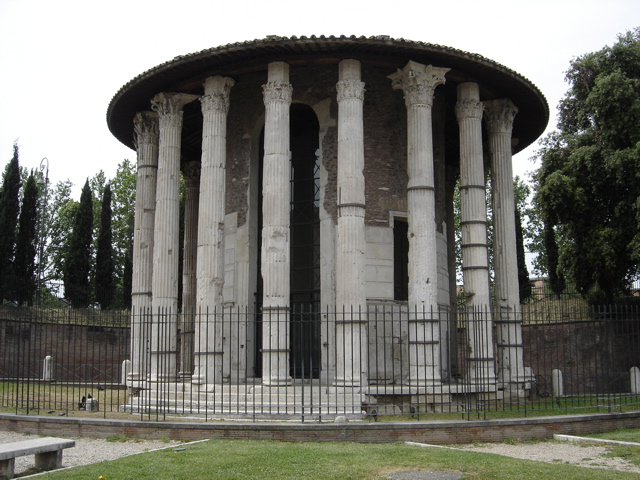
로마의 보아리움 포럼(Forum Boarium)의 헤르쿨레스 빅토르 신전(Temple of Hercules Victor, "승리자 또는 정복자 헤라클레스 신전"): 그리스 양식의 로마 신전이다

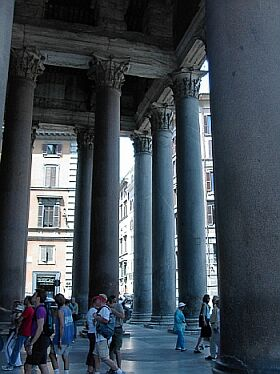
로마 판테온의 주랑 현관

고대 로마 신전은 로마 문화의 고고학적 유물 가운데 가장 시각적이며, 로마 건축 이해에서 중요한 요소이다. 신전(神殿) 만들고 유지하는 게 고대 로마 종교의 주요한 한 부분이었다. 켈라(cella)라고 불린 주실(主室)에 해당 신전이 모시는 신의 신상(神像)이 놓여 있었으며, 종종 향을 피우거나 제주(祭酒)를 올리는 작은 제단이 함께 놓여 있었다. 켈라 뒤에는 신전의 수행원들과 관리인들의 용품이나 봉헌자들의 봉헌물을 보관하는 용도로 사용한 하나 혹은 그 이상의 방이 있었다.
신전(神殿) 뜻하는 영어 단어 템플(temple)은 라틴어 템플룸(templum)에서 유래하였다. 본디 템플룸(templum)은 빌딩을 뜻하는 게 아니라 의식을 통해 측량하고 구획한 신성한 장소를 뜻하는 낱말이었다. 로마 건축가 비트루비우스는 항상 템플룸이라는 낱말을 신성한 장소 또는 구역, 즉 성역(聖域 · sacred precinct)을 가리키는데 사용하였으며 건물을 가리키는데 사용하지 않았다. 건물로서 신전 또는 전당을 가리키는 용도로 자주 사용한 일반적인 라틴어 단어는 아에데스(aedes), 데루브룸(delubrum) 또는 파눔(fanum)이었다. (이 문서에서는 이러한 건물을 가리키는데 "신전"이라는 낱말을 사용하고 있으며 신성한 장소 또는 구역을 가리키는데는 "성역"를 사용하고 있다).
공공 종교 의식은 신전 건물 내부가 아닌 밖에서 열었다. 어떤 의식은 어떤 신전 또는 전당에서 출발하거나 혹은 어떤 신전 또는 전당을 중간에 방문하거나 혹은 어떤 신전 또는 전당에서 끝마치거나 하는 행렬 의식이었는데, 이것은 그 신전 또는 전당에 의식에 사용하는 용구나 봉헌물을 저장했다고 볼 수 있다. 희생 의식(Sacrifice)이 성역 내 옥외 제단에서 열리곤 했는데 주로 동물 희생 의식(Animal sacrifice)을 행했다.

## 기원과 발전
로마 신전의 건축 양식은 에트루리아 양식에서 기원한 것으로, 에트루리아인은 기원전 7세기에 정정기를 맞았던 토착 이탈리아인이다. 에트루리아인은 다른 양식들을 자신들의 신전에 도입했는데 그 중 가장 큰 영향을 미친 것을 그리스 건축이었다. 따라서 로마 신전은 다른 나라의 신전들과 구분되는 특징을 가지고 있으면서도 에트루리아와 그리스의 신전 건축 양식을 기반으로 하고 있다.
로마 신전은 건물의 앞부분을 강조했는데, 신전의 앞부분은 주랑 열주라고 불리는 기둥들이 있는 주랑 현관(portico)과 주랑 열주에서 켈라(cella) 입구 사이의 공간인 프로나오스(pronaos)로 이루어져 있다. 이렇게 신전의 앞부분을 강조한 것은 그리스 신전 양식에서 벗어난 것인데, 그리스 신전에서는 신전의 모든 부분이 동등하게 중요시되었고 모든 방향에서 보거나 접근할 수 있도록 되어 있다.

## 신전 목록

### 로마 신전
- 로마 판테온(Roman Pantheon): 모든 신들의 신전 - 마르스 광장(Campus Martius)
- 님파에움(Nymphaeum) - 종종 미네르바 메디카 신전(Temple of Minerva Medica)이라고 (잘못) 불린다. 이전에 포룸 트란시토룸(Forum Transitorum)에 있었다.
- 디부스 아우구스투스 신전(Temple of Divus Augustus) - 바실리카 기울리아(Basilica Julia) 뒤에 위치
- 디아나 신전(Temple of Diana) - 아벤티노 언덕(Aventine Hill)
- 로물루스 신전(Temple of Romulus) - 포룸 로마눔(Roman Forum)
- 마르스 울토르 신전(Temple of Mars Ultor) - 아우구스투스 포룸(Forum of Augustus)
- 미네르바 메디카 신전(Temple of Minerva Medica) - 문헌에 이름이 나오나 현존하지 않는다.
- 베누스 제네트릭스 신전(Temple of Venus Genetrix) - 카이사르 포룸(Forum of Caesar)
- 베누스-로마 신전(Temple of Venus and Roma) - 포룸 로마눔(Roman Forum)의 북동쪽 모서리
- 베스타 신전(Temple of Vesta) - 포룸 로마눔(Roman Forum)
- 베스파시아누스-티투스 신전(Temple of Vespasian and Titus)
- 베이오비스 신전(Temple of Veiovis) - 카피톨리노 언덕(Capitoline Hill), 팔라초 세나토리오(Palazzo Senatorio)의 지하층
- 벨로나 신전(Temple of Bellona) - 마르켈루스 극장(Theater of Marcellus) 근처
- 보나 데아 신전(Temple of Bona Dea) - 아벤티노 언덕(Aventine Hill)
- 새턴 신전(Temple of Saturn) - 포룸 로마눔(Roman Forum)의 서쪽 끝
- 시리아코 신전(Temple of Siriaco) - 기아니콜로 언덕(Janiculum Hill)
- 아폴로 소시아누스 신전(Temple of Apollo Sosianus) - 마르켈루스 극장(Theater of Marcellus) 근처
- 아폴로 팔라니투스 신전(Temple of Apollo Palatinus) - 팔라티노 언덕(Palatine Hill)
- 안토니누스-파우스티나 신전(Temple of Antoninus and Faustina) - 포룸 로마눔(Roman Forum)
- 야누스 신전(Temple of Janus) - 포룸 홀리토리움(Forum Holitorium)
- 야누스 신전(Temple of Janus) - 포룸 로마눔(Roman Forum)
- 유노 모네타 신전(Temple of Juno Moneta) - 카피톨리노 언덕(Capitoline Hill)
- 유피테르 신전(Temple of Jupiter) - 카피톨리노 언덕(Capitoline Hill), 팔라초 데이 콘세르바토리 궁(Palazzo dei Conservatori) 아래
- 이시스-세라피스 신전(Temple of Isis and Serapis) - 마르스 광장(Campus Martius)
- 카스토르-폴룩스 신전(Temple of Castor and Pollux) - 포룸 로마눔(Roman Forum)
- 카이사르 신전(Temple of Caesar) - 포룸 로마눔(Roman Forum)
- 콩코르디아 신전(Temple of Concord) - 카피톨리노 언덕(Capitoline Hill) 기슭의 포룸 로마눔(Roman Forum)
- 키벨레 신전(Temple of Cybele, 마그나 마테르 신전) - 팔라티노 언덕(Palatine Hill)
- 평화의 신전(Temple of Peace, 템플룸 파시스, Templum Pacis) - 평화의 포룸에 위치, 현재 대부분이 비아 데이 포리 임페리알리(Via dei Fori Imperiali) 도로에 의해 가려져 있다.
- 포르투누스 신전(Temple of Portunus) - 산타 마리아 인 코스메딘 성당(Santa Maria in Cosmedin) 근처
- 하드리아누스 신전(Temple of Hadrian) - 마르스 광장(Campus Martius), 상공회의소 건물 안에 위치
- 헤르쿨레스 빅토르 신전(Temple of Hercules Victor, 정복자 헤라클레스 신전)

### 이탈리아 반도
- 베스타 신전(Temple of Vesta) - 티볼리(Tivoli)
- 벨로나 신전(Temple of Bellona) - 오스티아(Ostia)
- 아폴로 신전(Temple of Apollo ) - 폼페이(Pompeii)

### 유럽
- 런던 미트라에움(London Mithraeum) - 론디니움(Londinium, 현재의 영국 런던)
- 로마 목욕탕(Roman Baths)과 술리스 미네르바 신전(Temple of Sulis Minerva) - 영국 서머싯주 바스
- 메종 카레(Maison Carrée) - 갈리아 나르보넨시스(현재의 프랑스 남부)의 님
- 모누멘툼 앙키라눔(Monumentum Ancyranum, 앙카라의 아우구스투스 신전) - 터키 앙카라
- 비크의 로마 신전(Roman temple of Vic) - 스페인 카탈루냐 지방 오소나 자치 주
- 아서의 오븐(Arthur's O'on) - 스코틀랜드 스텐하우스뮤어(Stenhousemuir)
- 아우구스타-리비아 신전(Temple of Augusta and Livia) - 프랑스 이제르주 비엔
- 아우구스투스 신전(Temple of Augustus) - 스페인 바르셀로나
- 아우구스투스 신전(Temple of Augustus) - 크로아티아 풀라
- 알칸타라의 로마 신전(Roman temple of Alcántara) - 스페인 카세레스 주
- 에보라의 로마 신전(Roman Temple of Évora) - 포르투갈 에보라
- 코르도바의 로마 신전(Roman temple of Córdoba) - 스페인 코르도바
- 클라우디우스 신전(Temple of Claudius) - 영국 콜체스터[2][3]
- 페이건스 언덕의 로마 신전(Pagans Hill Roman Temple), 영국 서머싯주

### 근동과 아프리카
- 데이르 엘 아아차이에르의 로마 신전(Deir El Aachayer) - 레바논 데이르 엘 아아차이에르
- 도눅타스 로마 신전(Donuktas Roman Temple) - 아나톨리아의 타르수스[4]
- 바쿠스 신전(Temple of Bacchus) - 레바논 바알베크
- 아르테미스 신전(Temple of Artemis) - 요르단 제라시
- 아이하의 로마 신전(Aaiha) - 레바논 아이하
- 아인 하르차의 로마 신전(Roman Temple in Ain Harcha) - 레바논 아인 하르차
- 얀타의 로마 신전(Yanta) - 레바논 얀타
- 우마이야 모스크(Umayyad Mosque) - 시리아 다마스쿠스
- 크파르 코우크의 로마 신전(Kfar Qouq) - 레바논 크파르 코우크

## 같이 보기
- 신전
- 주범 양식
- 그리스 신전(Greek temple)
- 그리스-로마 지붕 목록(List of Greco-Roman roofs)
- 로마 건축
- 로마의 일곱 언덕
- 미트라에움